# Ranka
 Ranka est une localité de la région de Vidzeme en Lettonie. Elle est située sur les rives de la Lazdupe près de la route P33, à 39km de Gulbene et à 145km de Riga. Elle fait partie du Gulbenes novads et du Rankas pagasts dont elle est le centre administratif.

## Histoire
La localité s'est formée autour du domaine du manoir Ramkau. Dans les sources historiques, ce domaine est mentionné pour la première fois en 1528, quand l’archevêque de Riga, Thomas Schöning (1528-1539), l'a offert à son conseiller von Rozen.
La construction du manoir de Ranka a commencé après 1724. Le bâtiment résidentiel fut construit vers le milieu du XVIIIe siècle et agrandi plusieurs fois par la suite. Les reconstructions les plus importantes ont eu lieu de 1836 à 1866. En 1923, le manoir accueillait l'école de jeunes filles. La formation s'y faisait en deux ans. Pendant la Seconde Guerre mondiale, il a servi de lazaret. L'enseignement a repris en automne 1944. En 1962, une école professionnelle agricole y a été installée. Deux incendies, en 1986 et 1990, ont réduit le bâtiment en ruine. Depuis 2013, d'importants travaux sont lancés pour restaurer le complexe du manoir et ses dépendances. 
En 1897, un entrepreneur du nom de Rautenfelds a acheté l'ancien moulin de Ranka qu'il a transformé en usine de fabrication du carton. En 1930, l'usine a été vendue à un certain J.Mīlmanis. Après la nationalisation, en 1957, elle continue de fonctionner jusqu'en 2002.
La gare ferroviaire de Ranka a été construite avec la ligne du chemin de fer Ieriķi-Gulbene-Sita et inaugurée en 1916, mais le nom de la station était Pawarim. Elle s'appelait successivement Ramkava en 1918, et Ramka en 1919. En 1930, on l'a officiellement renommée en Ranka.
En 1933, on a attribué à Ranka le statut de localité d'habitation dense (en letton : biezi apdzīvota vieta) selon les critères d'appellation d'avant guerre en Lettonie.
Le tronçon Ieriķu-Gulbenes de la ligne de chemin de fer Ieriķi-Gulbene-Sita a été fermé en 1999.